# Георги Боянов
Георги Боянов е български юрист, адвокат, професор и преподавател по Гражданско право.

## Биография
Георги Боянов е роден през 1944 г. Завършва право в Софийския университет „Св. Кл. Охридски“. Доктор по право е от 1981 г., доцент (1985) и професор по Гражданско право в Юридическия факултет при УНСС от 1999 г. След трансформацията на катедра „Правни науки“ при УНСС в самостоятелен юридически факултет, проф. Боянов е избран за негов втори декан Бил е член на арбитражния съвет към БСК и Софийска адвокатска колегия.
Автор е на десетки трудове, в това число учебници, статии, монографии, студии и публикации, предимно в областта на Вещното право. Ползвал е руски и френски език.